# 死亡禮物
《死亡禮物》，為泰國One 31與LINE TV於2019年10月18日起播出的神秘超自然驚悚劇，改編自恐怖漫畫《供你討厭的人的禮品店》，由Toni、Aye、Puimek、Mek、Namtan、Victor、Fiat、Noom及Ying主演。
此劇由GMMTV與製作公司Nar-ra-tor合作拍攝，在2018年11月GMMTV的「Wonder Th13teen」新劇宣傳活動上公開先導預告片。其後，此劇於2019年10月在One 31電視台及LINE TV首播，同年12月終映。

## 劇情簡介
一間名為「供你討厭的人的禮品店」的禮品店，在人們內心對某些人產生憎恨時會出現。這間店舖專門售賣給予某人討厭的人的禮物，這些禮物各有不同，分為四個等級：一級令人難堪、二級令人憎恨、三級令人疼痛、四級令人死亡。那些禮物看似平平無奇，實際上為「死亡禮物」，能殺人於無形。所有死亡事件的案發現場除了有一個淡淡的店舖標誌外，沒有任何證據能令警察找出兇手。
年輕刑警Chut的父親同樣被人以死亡禮物謀殺，他被分配到調查一名學校教師死亡的案件，他同樣發現現場有店舖標誌的痕跡，開始調查可疑的關聯。在過程中，他與Prang很想找到方法阻止店舖繼續害人，但他們內心的仇恨也逐漸增大。

## 演員陣容
註：括號內的演員姓名為小名。

### 主要人物
- Toni Rakkaen（英语：Toni Rakkaen）（Toni）飾演 Chut

一個上進的年輕刑警，Bell的丈夫，深入調查與「供你討厭的人的禮品店」有關的神秘死亡事件。
- 莎楠查娜·阿芘莎麥蒙空（Aye）飾演 Prang

夢想成為偶像的女高中生，Ploy最親密的朋友，Nomnum的妹妹。她在無父無母的境況下，與哥哥相依為命。
- 娜帕誦·薇拉尤蒂萊（Puimek）飾演 Ploy

女高中生，Supasit的女兒，Prang的好友。她的家境富裕，默默幫助著Prang，卻被Prang在眾人嘲諷下以死亡禮物陷害。
- 吉拉迪·塔瓦翁（Mek）飾演 Num

Prang的哥哥，修理店的東主，負債累累，受到放貸人的威脅。
- 提娜麗·維拉瓦諾丹（Namtan）飾演 Bell

Chut的妻子，新聞主播。
- 查澈威·德查拉朋（Victor）飾演 Krit

Chut的朋友，參與編造證據的刑警。
- 帕塔丹·詹金（Fiat）飾演 Aekungkan（Oat）

高中生，由於童年時期被虐待而發展出受虐狂的傾向，對Prang很迷戀。
- 桑提蘇克·普羅米斯里（Noom）飾演 Supasit

Ploy的爸爸，渴望成為總理的政治人物。
- 芮塔·彭安（Ying）飾演 Kim

高中老師，Prang、Ploy及Oat的班主任，周末在老人院兼職，是自警團The Judge的成員。

### 其他人物
- 安比查婭·薩瓊（Ciize）飾演 New Year

高中生，死於Prang打算送給Ploy的死亡禮物。
- Suraphon Phunphiriya 飾演 Sakda

收受賄賂的警察局長，參與了非法勾當，令Supasit會在全國大選中獲勝成為總理。
- Kittipat Chalaruk（Golf）飾演 Kaew

Bell上司的秘書。
- Phakjira Kanrattanasood（Nanan）飾演 Tarn

Bell的同事。
- 克里塔奈·阿薩普拉奇（Nammon）飾演 Champ

The Judge成員，以照顧Kim垂死的丈夫的護士之身份為組織工作。
- Surasak Chaiyaat（Noo）飾演 Chut的爸爸

高級督察，被人用死亡禮物殺害。
- Surasak Chaiyaat（Noo）飾演 仇恨

仇恨的人格化化身，「供你討厭的人的禮品店」東主，戴著令人毛骨悚然的面具。

## 外部連結
- GMMTV官方網站 （页面存档备份，存于）（泰文）
- MyDramaList 劇集介紹及劇評 （页面存档备份，存于）（英文）
- 豆瓣电影上《死亡禮物》的資料 （简体中文）（页面存档备份，存于）（中文）